# Dona transgènere
Una dona transgènere, o també dona trans és una dona que va ser assignada home en néixer. El terme dona transgènere no es correspon necessàriament amb el de dona transsexual, encara que sovint aquests adjectius s'utilitzen com si fossin el mateix. Transgènere és un terme global que inclou a diferents tipus de persones de gènere no conforme (incloent a les persones transsexuals).

## Definicions generals

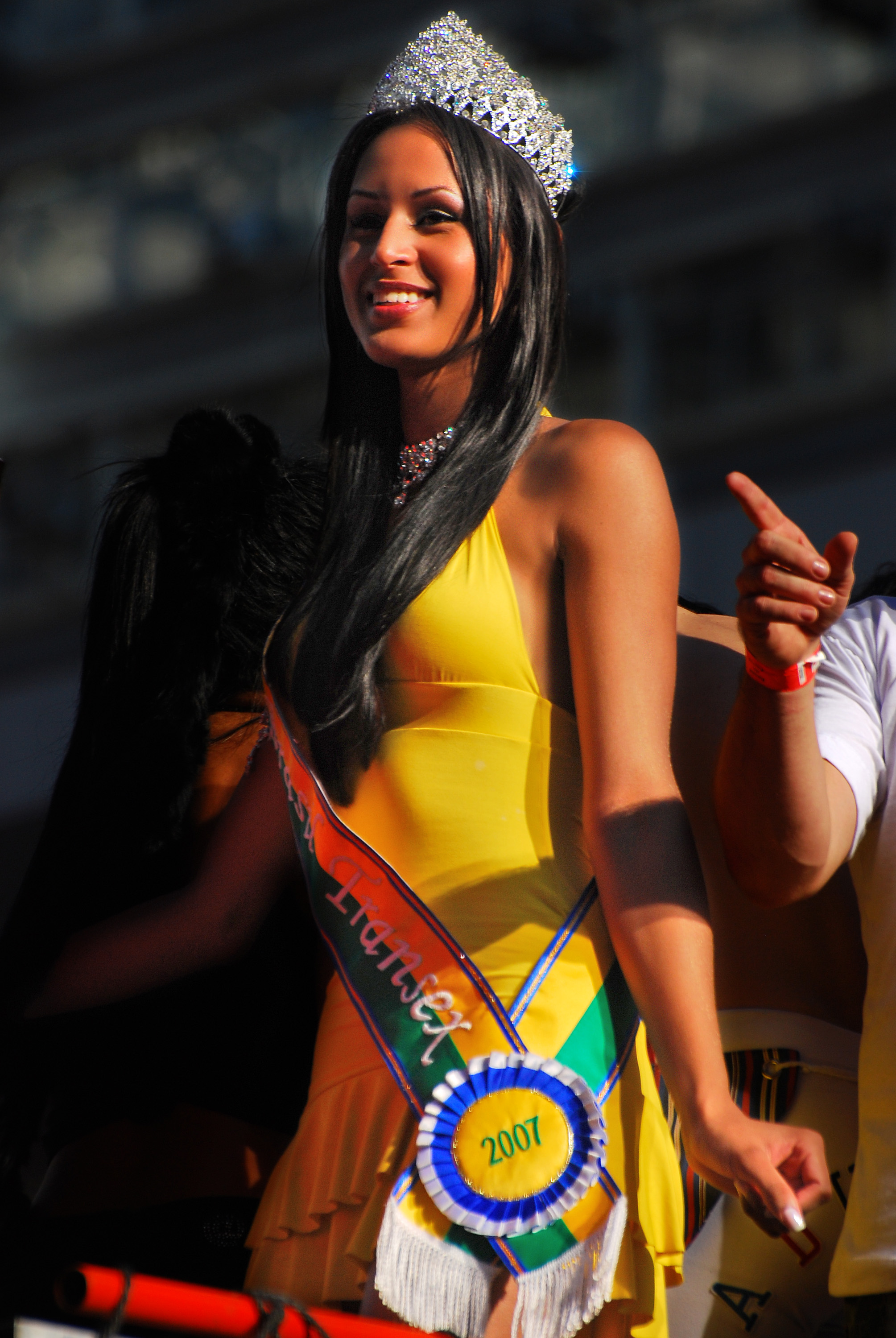
Una dona transgènere en una desfilada gai a São Paulo

- Identitat de gènere es refereix a la vivència interna, a les sensacions privades, i l'experiència subjectiva, d'una persona sobre el seu propi gènere. Aquestes poden ser diferents del sexe que li va ser assignat a la persona en el seu naixement.
- "Transició" refereix al procés d'adoptar una identitat social i personal que correspon al sentiment propi d'una persona respecte del seu propi gènere, i pot, o pot ser que no, inclogui intervenció mèdica (teràpia de reemplaçament hormonal, cirurgia, etc.), canvis en els documents legals (nom i/o el sexe indicat en la identificació, certificat de naixement, etc.), i l'expressió personal (robes, accessoris, veu, llenguatge corporal).

Tant les dones transsexuals com les transgènere poden experimentar disforia de gènere, un dolor (de vegades) sever i incomoditat portats per la discrepància entre la seva identitat sexual i el sexe que els va ser assignat en néixer (i el rol de gènere associat i/o les característiques sexuals primàries o secundàries).
Tant les dones transsexuals com les transgènere poden fer la transició, encara que només les dones transsexuals faran la transició mèdica. Un component principal de la transició mèdica per a les dones transsexuals és la teràpia de substitució hormonal amb estrògen i bloquejadors de la testosterona, la qual causa el desenvolupament de caràcters sexuals secundaris de dona (pits), redistribució del greix corporal, un índex cintura/maluc més baix, etc.). Això, juntament amb cirurgia de reassignació de sexe pot portar immens alleujament, i en la majoria dels casos, fa desaparèixer la disforia de gènere de la persona.
De la mateixa forma, un home transsexual és algú qui va ser assignat com a dona en néixer, però la identitat sexual de la qual és la d'un home.

## Terminologia
Algunes dones transgènere els qui senten que la seva transició de gènere està completa prefereixen simplement ser anomenades "dones", considerant "dona transgènere", o també, en anglès, "transgender woman", com unes paraules que han de ser usades solament per a les persones que no han completat la seva transició. De manera semblant, moltes poden no voler ser vistes com a "dones transgènere" degut a la tendència de la societat a considerar-les com a persones que no encaixen en el binarisme de sexe i/o gènere, o que tenen raons personals més enllà d'aquestes per no desitjar ser identificades com transgènere després de la seva transició.

## Orientació sexual
L'estereotip del noi efeminat que creix per viure com una dona té una llarga trajectòria. És una idea errònia aquella que sosté que tota dona trangènere i transsexual sent atracció pels homes. No obstant això, recerques sobre l'orientació sexual de les dones transgènere en el passat han estat, com a mínim, dubtoses. Diversos estudis sobre aquest afer han sofert de biaixos, ja que diverses persones transsexuals senten que han de donar respostes "correctes" a tals qüestionaments per incrementar les seves possibilitats d'obtenir teràpia de reemplaçament hormonal. Patrick Califia, autor de Sex Changes i de Public Sex, ha indicat que aquest grup té una consciència clara de quines respostes cal donar a preguntes sobre cirurgia per ser considerats elegibles per a una teràpia de reemplaçament hormonal i/o una cirurgia de reassignació de sexe:
| « | "Cap dels científics sobre gènere semblen adonar-se que, ells mateixos, són responsables de crear una situació on les persones transsexuals han de descriure un conjunt fix de símptomes i recitar una història que ha estat preparada de manera clara per a poder obtenir l'aprovació d'un doctor per fer quelcom que hauria de ser el seu dret inalienable." | » |

Una enquesta duta a terme a prop de 3.000 dones transgènere va mostrar que només el 23 % d'elles s'identificaven com a heterosexuals, amb un 31 % com a bisexuals, 29 % com a lesbianes, 7 % com a asexuals, 7 % com a "queer" i un 2 % com a "un altre gènere".

### Libido
En un estudi de 2008, les dones trans van tenir una incidència més alta de disminució de la libido (34 %) en contrast amb les dones cisgènere (23 %), però la diferència no va ser estadísticament significativa, i pot haver estat deguda a canvis. Com en els homes, la libido de les dones es creu que es correlaciona amb els nivells de testosterona (amb alguna controvèrsia) però l'estudi de l'any 2008 no va trobar tal correlació en les dones trans.

## Discriminació
Les dones trans, com totes les persones de gènere divers, enfronten gran quantitat de discriminació i transfobia. L'enquesta esmentada anteriorment realitzada a prop de 3.000 dones trans vivint als Estats Units, com va ser resumida en el informe "Injustícia en cada cantonada: un informe basat en l'enquesta sobre la discriminació transgènere nacional", va trobar que les dones trans van informar:
- El 36% per cent han perdut el seu treball a causa del seu gènere.
- El 55% per cent han estat discriminades durant el període de contractació.
- El 29% per cent els ha estat negat un ascens.
- El 25% per cent els ha estat negada l'atenció mèdica.
- El 60% per cent de les dones trans que han visitat un refugi per a persones sense sostre van reportar incidents d'assetjament en el lloc.
- En mostrar documents d'identificació incongruents amb la seva identitat de gènere o expressió, el 33% per cent han estat assetjades i 3% per cent han estat abusades físicament.
- El 20% per cent van informar d'assetjaments per part de la policia, amb un 6% per cent van informar d'abús físic i un 3% per cent va informar d'abús sexual per part d'un oficial. El 25% per cent han estat tractades generalment de manera irrespectuosa per part d'oficials de policia.
- De les dones trans empresonades, el 40% per cent han estat assetjades per cohabitants i el 38% per cent han estat assetjades pel personal de l'establiment. El 21% per cent han estat físicament abusades i el 20% per cent sexualment abusades.

L'informe de l'any 2010 sobre la violència anti-LGBTQ de la Coalició Nacional dels Programes Anti-Violència dels Estats Units (en anglès: National Coalition of Anti-Violence Programs) va trobar que de les 27 persones que van ser assassinades a causa de la seva identitat LGBTQ, el 44% per cent van ser dones trans.
La discriminació és particularment severa contra les dones trans de color, els qui experimenten la intersecció entre racisme i transfobia. Les dones trans multiracials, llatines, negres i amerindies són, de dues a, més de tres vegades més propenses que les dones trans blanques a ser sexualment assetjades a la presó.
En el seu llibre Whipping Girl, Julia Serano, es refereix a la discriminació particular que experimenten les dones trans amb el terme compost en anglès 'transmisogyny', que és la composició entre les paraules de l'anglès que signifiquen trans i misogínia, el compost equivalent de la qual en català podria ser 'transmisoginia'.

## Dones transgènere notables

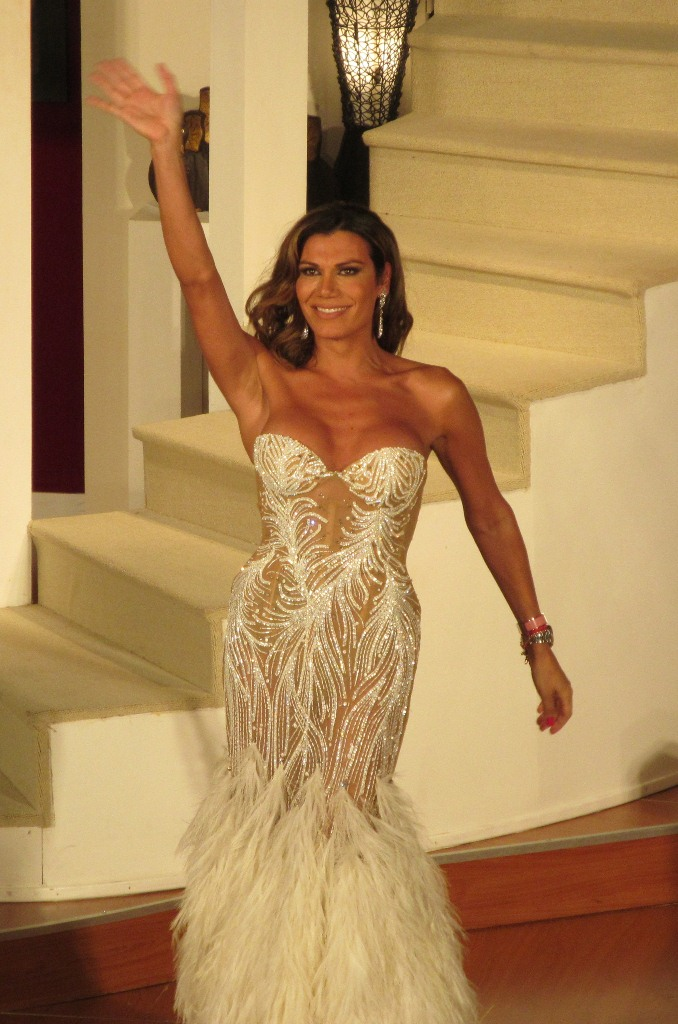
Florència de la V (gener de 2012).

- Endry Cardeño, actriu transgènere colombiana.
- Florència de la V, actriu, vedette i còmica argentina.
- Bibiana Fernández, actriu de cinema, cantant i presentadora de televisió espanyola.
- Alejandra Vogui, actriu i presentadora de televisió transgènere mexicana.
- Llana Wachowski, guionista, productora i directora de cinema nord-americà, una de les realitzadores de la trilogia Matrix.
- Alexis Arquette, va ser una actriu, músic, dibuixant i drag de cabaret nord-americana.
- Wendy Carlos, és una compositora de música electrònica nord-americana.
- Coccinelle, va ser una cèlebre actriu, vedette i cantant francesa que va fer part de la seva llarga carrera a Argentina.
- Lynn Conway, informàtica i inventora nord-americana.
- Carla Antonelli, política i activista espanyola.
- Chelsea Manning, soldat i analista d'intel·ligència de l'exèrcit dels Estats Units, coneguda per filtrar a Wikileaks milers de documents classificats.
- Caroline Cossey és una model anglesa. És una de les dones transsexuals més reconegudes pel públic, i la primera a posar per a la revista eròtica Playboy.
- Jayne County, artista, música i actriu nord-americana, amb una carrera de diverses dècades.
- Lili Elbe, la primera persona coneguda a ser la destinataria d'una cirurgia de canvi de sexe.
- Chiya Fujino, escriptora japonesa guardonada amb nombrosos premis com el Premi Akutagawa.
- BB Gandanghari, coneguda artísticament com a B.B. Gandanghari, actriu i model comercial filipina.
- Laura Jane Grace, cantant, compositora i principal guitarrista de la banda punk rock de Gainesville, Florida, Against Em!
- La Veneno, actriu, cantant i vedet espanyola.
- Anna Grodzka, política de Polònia.
- Harisu, model i actriu, cantant i compositora de Corea del Sud.
- Dana International, cantant i compositora israeliana.
- Isis King, model i dissenyadora de modes nord-americana.
- Christine Jorgensen, primera persona mundialment coneguda per sotmetre's a cirurgia de reassignació de sexe.
- Jenna Talackova, model i presentadora de televisió transsexual canadenca d'origen txec qui va ser la primera dona transsexual a participar en el concurs de bellesa Miss Univers.
- Amanda Lepore, model i icone transsexual nord-americana.
- Chen Lili, cantant xinesa, model i actriu.
- Deirdre McCloskey, economista i historiadora econòmica.
- Janet Mock, escriptora i advocada.
- Ataru Nakamura, cantautora, artista i actriu japonesa originària de la ciutat de Tòquio.
- Joan Roughgarden, biòloga nord-americana. És autora de 5 llibres i més de 120 articles.
- Kayo Satoh, model japonesa i una personalitat de la televisió.
- Sophie Wilson, científica computacional del Regne Unit.
- Gwen Araujo, adolescent víctima d'homicidi.
- Caitlyn Jenner, ex atleta olímpica i actriu de telerrealitat nord-americana.
- Bailey Jay, actriu pornogràfica transsexual.
- Gia Darling, actriu pornogràfica transsexual.
- Laverne Cox actriu nord-americana transsexual, estrella de reality show, productora de televisió, i defensora dels drets de la comunitat LGBT.
- Renée Richards, tenista, militar i metgessa oftalmòloga nord-americana.
- Julia Serano, escriptora nord-americana, artista de spoken word, activista bi-trans, i biòloga.
- Allanah Starr, actriu porno transsexual cubana i nacionalitzada nord-americana.
- Audrey Tang, referent mundial en programari lliure i programació.
- Rebecca Allison, cardiòloga nord-americana i activista transgènere.
- Jamie Clayton, actriu nord-americana.
- Bell Nuntita, cantant, actriu i DJ de ràdio tailandesa.
- Sasha Hostyn, gamer professional, canadenca.
- Hunter Schafer, model i actriu estatunidenca.